# Bali (serie animata)
Bali è una serie animata franco-canadese prodotta nel 2005 dalla Planet Nemo Animation in coproduzione con Subsequence Entertainment adattata dalla serie di libri per bambini omonima scritta da Richard e Magdalena Laurent.
In lingua italiana è andata in onda su RaiSat YoYo e su Rai Gulp.

## Trama
La serie animata racconta le storie di un piccolo cagnolino antropomorfo che vive con la sua famiglia in una grande città.

## Episodi
1. Brrr! Che freddo!
2. La fabbrica dei lecca-lecca
3. La prima volta dal barbiere
4. Per fortuna c'è Nanou
5. Chi ha paura del buio?
6. Provaci ancora!
7. La partita di pallone
8. Buon compleanno mamma!
9. Il pesciolino Buldo
10. La cometa Nemo!
11. Splash!
12. Mamma mia che disordine!
13. Un amico speciale
14. Non Piangere, Tamara
15. Un fiore per la mamma
16. Il tesoro della sirena
17. Voglio essere grande
18. Il giocattolo perduto
19. Una noiosa giornata di pioggia
20. Il disegno di Lea
21. Che caldo!
22. Benvenuta Saba!
23. Il berretto da capitano
24. La cassetta degli attrezzi
25. La prima notte fuori casa
26. I supereroi
27. Tutti in biblioteca
28. Non ho paura di te!
29. Dai papà andiamo!
30. Mi sono perso!
31. Voglio giocare e basta!
32. Le ombre cinesi
33. Le mie scarpe nuove
34. Badabum!
35. L'apprendista stregone
36. Papà è malato
37. A tutti capita di litigare!
38. Ahi che male!
39. Nonna, nonno, dove siete
40. Uffa siamo troppo piccoli!
41. Questo non mi piace!
42. Tito, che burlone!
43. Il mestiere del mio Papà
44. Oggi andiamo al museo
45. La soffitta della nonna
46. Chi cerca trova!
47. Una festa tra veri amici
48. Non posso mai fare niente!
49. I miei nuovi amici
50. Viva la bicicletta!
51. Evviva, è Natale!
52. Un regalo speciale

## Doppiaggio
| Personaggio | Doppiatore originale | Doppiatore italiano |
| ----------- | -------------------- | ------------------- |
| Bali        | Stephan Ezcaffier    | Domitilla D'Amico   |
| Papà        | Mathieu Moreau       | Edoardo Nordio      |
| Mamma       | Martine Gourdon      | Isabella Guida      |
| Lea         | Nathalie Stas        | Greta Bonetti       |
| Tito        | Marie Van R          | Sonia Di Santo      |